# Kryzysy batkeńskie
Kryzysy batkeńskie – zbrojne rajdy na Kirgistan i Uzbekistan prowadzone dwukrotnie w sierpniu 1999 r. i 2000 r. przez Islamski Ruch Uzbekistanu z zamiarem wywołania powstania w Kotlinie Fergańskiej. Ich nazwa pochodzi od miasta Batken, gdzie bojownicy IRU wdali się w walki z wojskami uzbeckimi i kirgiskimi.
Najazd na Batken wpisywał się wraz z innymi wydarzeniami 1999 roku, tj. ogłoszeniem manifestu IRU i próbą zamachu na prezydenta Uzbekistanu Isloma Karimova, wpisywał się w próby walki z władzami postsowieckich republik o stworzenie kalifatu w Kotlinie Fergańskiej.
Mimo dobrego przygotowania i słabości wojsk rządowych, kilka tysięcy dobrze uzbrojonych członków IRU nie było w stanie przebić się przez tereny kirgiskie, by wkroczyć do Uzbekistanu, a próby wywołania rewolty islamskiej nie spotkały się ze wsparciem ze strony mieszkańców Kotliny Fergańskiej. Wojska Uzbekistanu i Kirgistanu z dużym wysiłkiem rozbiły bojówki. Straty oszacowano na 1–10 tys. bojowników od 17 do kilkuset żołnierzy.
W związku z porażką IRU ewakuowało się w 2000 roku z pomocą Rosjan i Tadżyków do Afganistanu i kontynuowało działalność w szeregach Al-Kaidy.